# Arrondissement Wissembourg
Wissembourg is een voormalig arrondissement van het Franse departement Bas-Rhin in de regio Grand Est. De onderprefectuur was Wissembourg. Op 1 januari 2015 is het arrondissement opgeheven en opgegaan in het huidige arrondissement Haguenau-Wissembourg.

## Kantons
Het arrondissement was samengesteld uit de volgende kantons:
- Kanton Lauterbourg
- Kanton Seltz
- Kanton Soultz-sous-Forêts
- Kanton Wissembourg
- Kanton Wœrth